# Fumiaki Nakamura
Fumiaki Nakamura (中村 文昭 Nakamura Fumiaki?), född 23 april 1981 i Ibaraki prefektur, är en japansk före detta fotbollsspelare.
Nakamura började sin karriär 2000 i Mito HollyHock. Han avslutade karriären 2000.